# سارة السديري
الأميرة سارة بنت أحمد بن محمد بن تركي بن سليمان السديري هي والدة الملك عبد العزيز بن عبد الرحمن آل سعود مؤسس المملكة العربية السعودية، وابنة الأمير أحمد (الكبير) بن محمد بن تركي السديري.

## نبذه عنها
هي سارة بنت أحمد (الكبير) بن محمد بن تركي السديري، يرجح أنها وُلِدت في العقد السابع من القرن الثالث عشر الهجري في الأحساء، وتُعدّ أسرة السديري من أشهر الأُسَر التي أدت دوراً سياسياً مؤثراً في الجزيرة العربية، وتولى الكثير من أفرادها مناصب إدارية مهمة في الدولة السعودية عبر أطوارها التاريخية، والدتها هي حصة بنت مهنا بن صالح النويران. ولها من الإخوة: محمد وتركي وعبد المحسن وعبد العزيز وسعد وعبد الرحمن، وكان لهم إسهام في خدمة الدولة السعودية الثانية في مواقع إدارية مختلفة بين جهات عمان والاحساء وسدير والقصيم، بالإضافة إلى مشاركتهم العسكرية. اما من الأخوات لها: نورة وفلوة.

## حياتها الاجتماعية
تزوجت من عبد الله بن حمد بن عبد الجبار وتوفي عنها ولم تُنجب منه، ثم تزوجها الإمام عبد الرحمن بن فيصل بن تركي آل سعود فأنجبت فيصل ثم نورة، ثم أنجبت الملك عبد العزيز مؤسس الدولة السعودية الثالثة، ثم منيرة، وهيا و سعد.

## دورها وصفاتها
تُعدّ الأميرة سارة السديري من النساء اللاتي كان لهن دوراً بارزاً في المواقف التي عصفت بأسرتها، مثال ذلك ما حدث في موقعة المليداء سنة 1308هـ - 1891م حيث يذكر المؤرخون المصاعب التي تحملتها الأميرة سارة السديري بعد هذه المعركة وأنها كانت عوناً لزوجها وعاشت معه أصعب الظروف وأشدها، وذلك حينما اضطروا للخروج من الرياض، وتوجهوا إلى بادية المنطقة الشرقية حتى استقرارهم بالكويت. ورغم ذلك فانها لم تغفل عن تربية أبنائها وتوجيههم وجهة صحيحة، وأعدتهم إعدادً ملائمًا لتحمل تبعات مستقبل الأيام. وكان لها الدور في إمضاء ابنها الملك عبدالعزيز وشحذ همته عندما عزم على إعادة حكم آبائه، وطلبت من والده الإمام عبدالرحمن أن يسمح له بتكرار المحاولة لما لمست منه من إصرار وعزيمة، وهي بين عاملين: حب الابن والإشفاق عليه من تلك المغامرة، أو النزول على طلبه.
عُرف عنها الجمال وطول القامة، كانت امرأة فارعة الطول ذات بنية كبيرة، ويُقال إن الملك عبدالعزيز ورث قامته المديدة وبنيته الكبيرة عن أُمِّه.

## وفاتها
توفيت سارة بنت أحمد بن محمد السديري في يوم السبت 20 ذو الحجة 1327هـ الموافق 1 يناير 1910 في مدينة الرياض، ودُفِنت في مقبرة العود.